# Sergej Karjakin
Sergej Karjakin (russisk: Сергей Александрович Карякин tr. Sergej Aleksandrovitj Karjakin ; født 12. januar 1990 i Simferopol, Ukrainske SSR, Sovjetunionen) er en russisk (tidligere ukrainsk) skakspiller. Siden 2009 har Sergej Karjakin haft russisk statsborgerskab.
Som skakvidunderbarn opnåede han titlen af skakstormester den 12. august 2002, da han kun var 12 år og syv måneder gammel, hvilket gjorde ham til den hidtil yngste til at få titlen nogensinde. Hans rekord blev slået af Abhimanyu Mishra i februar 2022. Han er blandt de højest ratede personer nogensinde.
Hans støtte til Ruslands invasion af Ukraine 2022 fik Grand Chess Tour til at udelukke ham fra fremtidige arrangementer. Han blev også udelukket fra at spille i FIDE-ratede arrangementer i 6 måneder, og fra turneringer på Chess.com.